# Heinrich Ernst Franke
Heinrich Ernst Franke (* 1852 in Großenhain; † 3. Oktober 1915) war ein sächsischer Generalleutnant.

## Leben
Heinrich Ernst Franke trat 1867 in den Kadettenkorps der sächsischen Armee ein und wurde nach vieljähriger Erziehung im Jahr 1870 als Fähnrich dem Schützen-(Füsilier-)Regiment „Prinz Georg“ (Königlich Sächsisches) Nr. 108 übergeben. Er stieg einige Tage nach Ausbruch des Krieges gegen Frankreich am 29. Juli 1870 zum Leutnant im Regiment auf und beteiligte sich an den Kampfhandlungen. Nach Kriegsende durchlief er eine gewöhnliche militärische Laufbahn und wurde in das Infanterie-Regiment „König Ludwig III. von Bayern“ (3. Königlich Sächsisches) Nr. 102 versetzt, wo er am 18. April 1875 zum Oberleutnant aufstieg. Die nächsten Jahre diente er auch im 9. Infanterie-Regiment Nr. 133, wo er zwischendurch á la suite gestellt und als Intendantur-Assessor beim sächsischen Kriegsministerium verwendet wurde. In dieser Eigenschaft stieg er am 1. April 1881 zum Hauptmann auf. 1885 erfolgte die Ernennung zum Intendantur-Rat im Kriegsministerium, wobei er 1890 zur Dienstleistung beim 4. Infanterie-Regiment Nr. 103 abkommandiert wurde. Am 22. September 1890 erfolgte seine Beförderung zum Major im Kriegsministerium. Nachfolgend kehrte er als Bataillonskommandeur des I. Bataillons des Infanterie-Regiment „König Georg“ (7. Königlich Sächsisches) Nr. 106 in den Truppendienst zurück. In dieser Eigenschaft stieg er am 17. September 1895 zum Oberstleutnant auf. Schon im folgenden Jahr wurde er Abteilungschef der Militär-Ökonomie-Abteilung im Kriegsministerium und stieg in dieser Eigenschaft am 17. April 1898 zum Oberst auf. Er wurde 1901 von dieser Position enthoben und zum Regimentskommandeur des Infanterie-Regiment „König Ludwig III. von Bayern“ (3. Königlich Sächsisches) Nr. 102 ernannt. Nach weiterer Beförderung zum Generalmajor am 6. Juli 1901 wurde er Brigadekommandeur der 4. Infanterie-Brigade Nr. 48. Unter Genehmigung seines Abschiedsgesuches am 23. November 1905 wurde er mit dem Charakter eines Generalleutnants zur Disposition gestellt.